# John Langenus
John Langenus, aussi connu sous le nom de Jean Langenus, né le 8 décembre 1891 et mort le 1er octobre 1952, est un arbitre belge de football, qui a officié lors de trois Coupes du monde de la FIFA et notamment la finale de la Coupe du monde de football 1930. Il est coscénariste du film flamand Wit is troef (Blanc est atout, de 1940) de Jan Vanderheyden. 

## Découverte de l'arbitrage
John Langenus est né dans une famille anversoise très aisée. C'est d'abord comme joueur de niveau modeste qu'il aborde le football. Il prend ainsi part à une compétition entre collèges de la province d'Anvers (la « Coupe Cardinal ») mais il se blesse au pied ce qui met fin à son expérience en tant que joueur. Il se dirige alors vers l'arbitrage et passe un examen en ce sens. Le jury, composé de deux Anglais, recale Langenus en lui posant des questions aussi difficiles qu'étonnantes telles que: « Que doit faire l'arbitre si le ballon, envoyé en l'air, est saisi par  le pilote d'un avion passant à cet endroit ? » ou encore « Que doit faire l'arbitre si le keeper va s'asseoir sur la barre transversale et refuse de quitter ce poste ? ». Vu le manque d'arbitres à l'époque, Langenus est cependant convoqué à nouveau trois mois plus tard et réussit ce second examen aux questions plus sérieuses.
Il achète alors un sifflet à trente centimes. John Langenus fait remarquer que c'est le seul sifflet qu'il acheta de toute sa carrière. Lorsqu'il le perd, on lui trouve un sifflet d'appoint avant le match suivant : un simple article de publicité pour une firme de peinture. Il le conserve pourtant jusqu'à la fin de sa carrière et c'est d'ailleurs avec ce sifflet qu'il arbitre la finale de la Coupe du monde 1930 en Uruguay.
John Langenus commence sa carrière d'arbitre par un match de scolaires (toujours dans la province d'Anvers). Dès ce premier match, il est mis face à la pression : le président d'un des deux clubs - mécontent du score de partage - débarque dans son vestiaire à la fin du match et lui promet de lui briser les jambes s'il vient chez eux, menace qui reste cependant sans suite. À l'époque, Langenus arbitre régulièrement jusqu'à trois matchs chaque dimanche en effectuant souvent les déplacements à pied vu le manque de liaisons par tram. Il considère les matchs du dimanche après-midi comme importants car en y participant comme juge de touche, il apprend au contact d'arbitres plus expérimentés.

## Débuts au plus haut niveau belge
John Langenus passe avec succès l'examen théorique pour devenir arbitre de première division. Il est ensuite désigné pour arbitrer un match entre les équipes réserves du Standard de Liège et du Beerschot AC. Le match des équipes A doit se dérouler en même temps sur le terrain principal mais l'arbitre est absent. On propose à Langenus d'arbitrer ce match mais il préfère refuser avec sagesse, ne se sentant « pas encore assez costaud pour cela ».
Après avoir réussi son examen pratique, son deuxième match en première division se déroule de façon navrante. L'arbitre initialement choisi pour le match FC Liégeois-Daring lors de la saison 1912-1913 n'est pas le bienvenu à Liège. Langenus le remplace donc au pied levé mais le public ignore qu'il y a eu un changement d'arbitre et le conspue donc copieusement. Langenus est même obligé d'exclure un de ses propres juges de touche tout aussi virulent que les supporters. Le match se conclut par une lourde défaite des Liégeois 0-6 ce qui n'est guère du goût du public. En conclusion au match, Langenus reçoit un coup de poing à l'estomac de la part d'un spectateur et doit être escorté pour descendre de la colline de Cointe jusqu'à la gare des Guillemins. Il est menacé par une centaine de personnes, dont certaines lui jettent même des briques d'une maison en construction. Arrivé à la gare, le président liégeois, dont la carrière fut plus courte que celle de Langenus, lui donne ce conseil: « Quand on ne connaît pas son métier, il vaut mieux ne pas être arbitre ».
Quelques semaines plus tard, il apprend ce qu'il qualifie de « grande leçon ». L'anecdote ne manque cependant pas de comique. Arbitre du match entre les deux leaders du championnat, le Racing de Bruxelles et le FC Brugeois, Langenus prend ses précautions et fixe une montre-bracelet à chacun de ses poignets. Mais en plus, Bunyan du Racing, a reçu de son Angleterre natale une montre sportive qu'il souhaite faire essayer à Langenus. Armé de ce chronomètre, Langenus peut donc compter sur trois appareils pour vérifier le temps. Au cours de la première mi-temps, il se rend compte qu'il a malheureusement oublié de remonter son chronomètre dont les aiguilles n'ont donc pas bougé d'un poil. Il a également oublié de regarder l'heure en début du match, distrait par ce nouveau chronomètre. Bref, Langenus, en l'absence d'horloge dans le stade, n'a aucune idée du temps qui s'est écoulé. Il décide donc d'estimer la durée de la période à vue de nez, un peu au hasard, et siffle le repos avec une telle autorité que personne n'ose contester. Plus tard, il déclare à ce sujet: « Il faut de l'audace et de la maîtrise en toute circonstance, même les plus difficiles pour devenir arbitre. »

## Carrière internationale
John Langenus arbitre pour la première fois à l'étranger alors qu'il est réfugié, brièvement, aux Pays-Bas en 1914. Il y dirige trois rencontres de compétition. À la fin de la guerre, il arbitre également une rencontre de compétition en France. En 1920, il est appelé pour arbitrer la rencontre militaire France-Angleterre. Invité ensuite personnellement en Suède, c'est un autre arbitre belge qui est finalement désigné. Il arbitre encore une autre partie à Paris : France-Luxembourg. En 1924, il est invité à nouveau en Suède (pour Suède-Norvège) et, cette fois, il s'y rend. C'est à la fin de 1926 qu'il commence à être reconnu après le match Tchécoslovaquie-Autriche à Prague. Au début de 1927, il devient le premier arbitre du continent à officier en Irlande libre, pour Irlande-Italie à Dublin. Les observateurs considèrent qu'il y arbitre « just as good as anyone in England », ce qui pour l'époque n'est pas le moindre des compliments. Sa carrière internationale démarre alors réellement.

### Jeux olympiques 1928
Langenus est sélectionné pour officier lors des Jeux olympiques 1928, et arbitre un match du premier tour le 30 mai 1928 au stade olympique d'Amsterdam, match remporté par les Uruguayens contre les Néerlandais sur le score de 2-0 devant 40 000 spectateurs. Il est enfin choisi pour arbitrer le match pour la médaille de bronze, le 10 juin 1928, entre l'Italie et l'Égypte. Les premiers l'emportent alors 11-3 avec des coups du chapeau de Schiavio, Banchero et Magnozzi.

### Coupe du monde 1930
Lors de la Coupe du monde de football 1930 organisée en Uruguay, première édition de la Coupe du monde, Langenus est arbitre de quatre matchs et deux autres en tant qu'arbitre assistant. Il officie lors de deux matchs de groupe, la demi-finale entre l'Argentine et les États-Unis, et la finale.

### Coupe du monde 1934
Lors de la phase finale de la Coupe du monde de football 1934, accueillie par l'Italie, Langenus n'arbitre qu'un match de premier tour entre la Tchécoslovaquie et la Roumanie dans le Stade Littorio à Trieste le 27 mai 1934.

### Coupe du monde 1938
La seule sanction que John Langenus a donné lors des trois Coupes du monde qu'il a disputé est une exclusion pour l'Allemand Hans Pesser à la sixième minute des prolongations durant un match de premier tour entre la Suisse et l'Allemagne au Parc des Princes, à Paris, le 4 juin 1938.
Le 19 juin 1938, au Parc Lescure à Bordeaux, Langenus reçoit une nouvelle récompense pour sa carrière en étant désigné pour officier lors du match de classement de la compétition entre le Brésil et la Suède.